# Sîneakivți, Dunaiivți
Sîneakivți (în ucraineană Синяківці) este un sat în comuna Mala Kujelivka din raionul Dunaiivți, regiunea Hmelnîțkîi, Ucraina.

## Demografie
Componența lingvistică a localității Sîneakivți
     Ucraineană (99,36%)
     Alte limbi (0,64%)
Conform recensământului din 2001, majoritatea populației localității Sîneakivți era vorbitoare de ucraineană (99,36%), existând în minoritate și vorbitori de alte limbi.